# Чењи (Павија)
Чењи је насеље у Италији у округу Павија, региону Ломбардија.
Према процени из 2011. у насељу је живело 76 становника. Насеље се налази на надморској висини од 796 м.